# Lloyds Banking Group

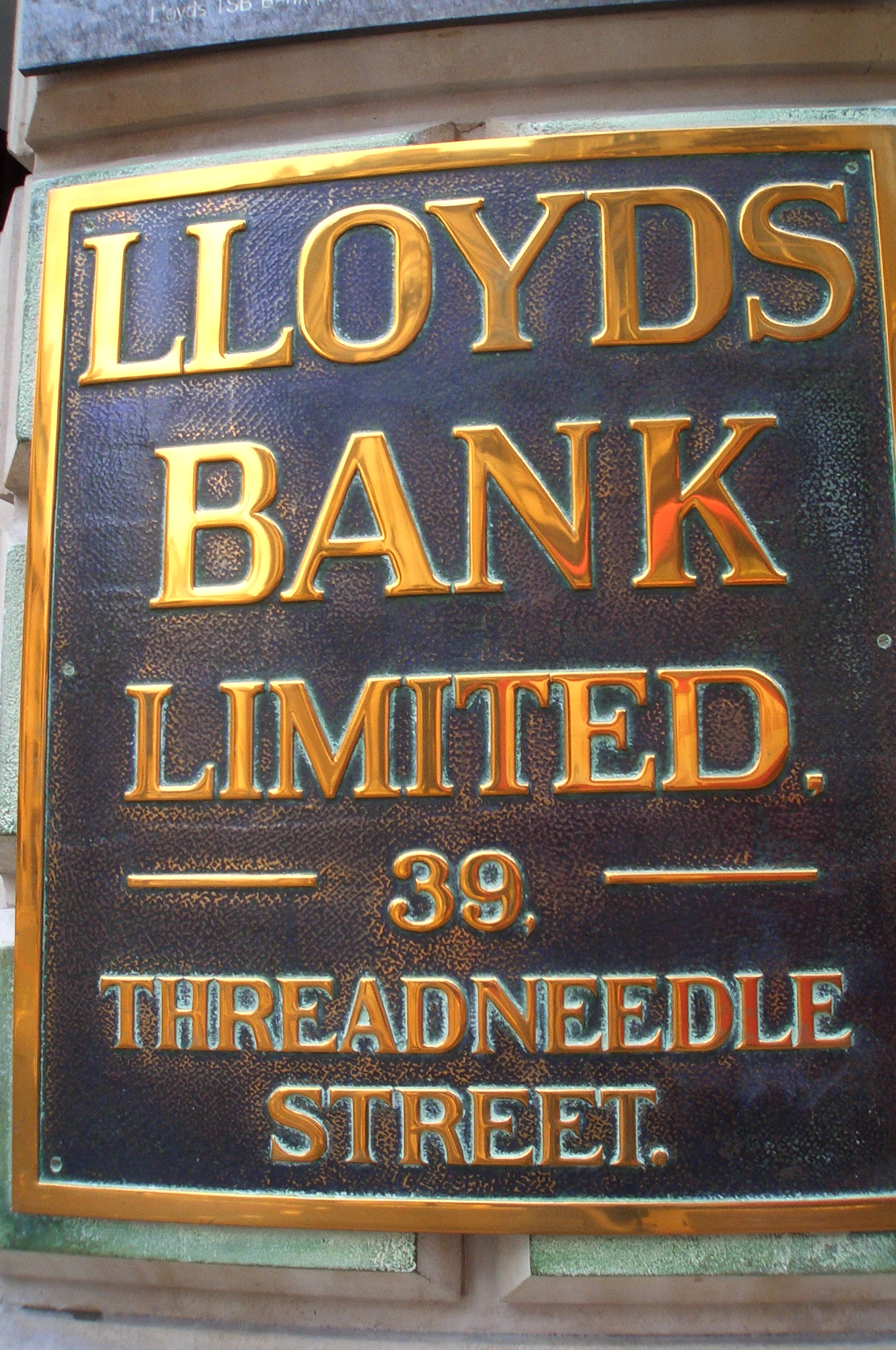
Lloyds Bank im Finanzdistrikt von London

Die Lloyds Banking Group (bis 18. Januar 2009 Lloyds TSB Group plc (Lloyds TSB Bank)) ist eine börsennotierte britische Großbank, die im September 2008 aus einer Fusion mit der im Zuge der Finanzkrise angeschlagenen HBOS hervorgegangen ist. Lloyds TSB wiederum war im Jahr 1995 durch eine Fusion der TSB Group und der Lloyds Bank entstanden.
Lloyds bietet Dienstleistungen im Bankgewerbe für Privatpersonen und Wirtschaftsunternehmen an, unter anderem Hypotheken, Investments und Lebensversicherungen. Der Hauptsitz des Konzerns befindet sich in London. Die Zentrale für Finanzgeschäfte in der Europäischen Union befindet sich in Berlin, wo etwa 370 Mitarbeiter beschäftigt sind.

## Firmengeschichte

### Lloyds
Die Lloyds-Bank ist eines der ältesten Bankhäuser in Großbritannien. Es wurde 1765 in Birmingham gegründet. Die Trustee Savings Bank (TSB) wurde 1810 von Henry Duncan in Ruthwell, Dumfriesshire in Schottland gegründet.
1765 gründeten der Unitarier John Taylor und der Quäker Sampson Lloyd eine Privatbank in Birmingham namens Taylor & LLoyd. Zwei ihrer Söhne gründeten Barnetts Hoares Hanbury and Lloyd, deren Haupthaus in der Londoner Lombard Street stand. Doch wurde diese Gründung später von Lloyds übernommen. 1862 expandierte das Unternehmen erstmals über den europäischen Rahmen hinaus.
1865 entstand die übergreifende Lloyds Banking Company Limited. Bis 1890 übernahm sie 24 weitere Banken. 1914 übernahm Lloyds die Wilts and Dorset Bank, 1918 die Capital and Counties Bank. Rund 50 Übernahmen folgten bis 1923, darunter vor allem Fox, Fowler and Co. of Wellington in Somerset. 1911 wurde die Lloyds Bank (France) gegründet, als man Armstrong and Co. in Paris und Le Havre übernahm. Sechs Jahre später wurde sie als Lloyds and National and Provincial Bank geführt.
1955 erkaufte die Lloyds Bank wieder das volle Eigentum an dem Unternehmen und benannte es in Lloyds Bank (Foreign), später Lloyds Bank Europe um.
Bereits bei Ende des Ersten Weltkriegs erwarb Lloyds die London and River Plate Bank. Damit hatte man ein Standbein in Südamerika. Die Übernahme der London and Brazilian Bank führte zur Bank of London and South America (BOLSA), doch erst 1971 erwarb Lloyds die Mehrheit an BOLSA und verband sie mit der Lloyds Bank Europe, um daraus die Lloyds and Bolsa International Bank zu formen. Zwischenzeitlich hieß sie Lloyds Bank International (LBI), dann ging sie 1986 in der Lloyds Bank auf. Die internationale Expansion wurde fortgesetzt, so dass inzwischen Vertretungen in mehr als 30 Staaten bestehen.
Im Dezember 1983 erfolgte die Übernahme des angeschlagenen deutschen Privatbankhauses Schröder, Münchmeyer, Hengst & Co. 1988 entstand als Versicherungsstandbein Lloyds Abbey Life. 1995 stieß Cheltenham & Gloucester (C&G) zur Lloyds Bank Group. Noch im selben Jahr, am 28. Dezember 1995, kam es zum Merger mit der TSB Group – daher der Name Lloyds TSB Group. Hinter „TSB“ verbirgt sich die Trustee Savings Bank. Kaum ein Jahr später kam die Lloyds Abbey Life in den vollen Besitz der Lloyds TSB Group.

### Trustee Savings Bank
Die Trustee Savings Bank hat einen ganz anderen Weg genommen. TSB wurde während der napoleonischen Kontinentalsperre im Jahr 1810 von Reverend Henry Duncan (1774–1846) aus Ruthwell im Dumfriesshire, im südlichen Schottland, gegründet und diente zunächst der Unterstützung der armen Gemeindemitglieder. 1818 existierten allein in England fast 300 dieser Banken, die als erste gemeinnützige Sparkassen der Welt gelten. Die Trustee Savings Bank Association (TSBA) wurde allerdings erst 1887 gegründet, um die Zusammenarbeit der einzelnen Sparkassen zu fördern. Die Central Trustee Savings Bank wurde 1973 errichtet, um die „Sparbanken“ mit einem Banken- und vor allem einem Clearingservice zu versehen.
Zwei Jahre später wurde TSB Mitglied des London Bankers Clearing House. Um den wachsenden Anforderungen standzuhalten, wurden die verbleibenden 16 savings banks unter den Namen TSB England and Wales, TSB Scotland, TSB Northern Ireland und TSB Channel Islands zusammengefasst.
1986 erfolgte die Börsennotierung, dazu kam die Gründung von Immobiliengesellschaften, der Kauf der Hill Samuel Bank and Target Life. Als erste Bank gründete TSB unter dem Namen Speedlink ein Telefonbankingsystem in Großbritannien.
TSB England und Wales wurden 1989 zur TSB Bank plc und die neu zusammengefassten TSB Bank Scotland sowie TSB Bank Northern Ireland wurden ihnen als Bankentöchter zugeordnet. 1991 kauften die Allied Irish Banks die TSB Bank Northern Ireland und 1992 wurde auch TSB Bank Channel Islands Tochterunternehmen.
1995 erfolgte die Fusion mit Lloyds.

### Lloyds TSB Group

Das Logo der ehemaligen Lloyds TSB Group

Seit dem Zusammenschluss von 1995 spielt die Gruppe eine wichtige Rolle in der Konsolidierung der britischen Bankenlandschaft. Im Jahr 2000 übernahm sie für 7 Milliarden Pfund die Scottish Widows, eine Lebensversicherungsgruppe, womit Lloyds TSB zum zweitgrößten Akteur auf diesem Sektor wurde. Die Übernahme von Abbey National wurde allerdings von den Wettbewerbshütern der Competition Commission verhindert. Insgesamt geriet die Gruppe in den folgenden Jahren gegenüber den übrigen Banken des Landes in Rückstand und fiel von Platz 1 auf Platz 5 zurück. So trennte man sich von Unternehmungen in Brasilien und Neuseeland, erschloss sich aber zugleich neue Anlegerkreise, z. B. durch die Auflage dem islamischen Bankwesen konformer Anlagen.
Zudem ist die Gruppe Vorreiter beim Einsatz weniger anfälliger Sicherheitsmechanismen im Bankhandel per Internet.
2007 wurde Abbey Life für 1,44 Mrd. Euro an die Deutsche Bank verkauft.

### Die Lloyds Banking Group
Am 19. Januar 2009 fusionierten Lloyds TSB und die Halifax Bank of Scotland (HBOS), die der größte Immobilienkreditgeber Großbritanniens ist. Gespräche über eine Fusion reichten mindestens bis in das Jahr 2001 zurück. Ziel der Fusion war es, eine in allen Geschäftsbereichen stabil aufgestellte Bank zu schaffen. Der Kaufpreis belief sich auf 12,2 Milliarden Pfund Sterling und wurde durch einen Aktientausch finanziert. HBOS-Aktionäre erhielten 0,83 Lloyds-TSB-Aktien pro eigene Aktie, die so mit 232 Pence Sterling bewertet wurde. Die ehemaligen HBOS-Aktionäre sind damit zu 44 % am neuen Finanzgiganten beteiligt, dem gemeinsam gut ein Drittel aller britischen Hypothekenkredite und ein Viertel der britischen Spareinlagen anvertraut sind. Die neue Bank hat ca. 38 Millionen Kunden. Die Transaktion wurde erst möglich, nachdem kartellrechtliche Bedenken sowohl von Seiten der Bank of England als auch von Regierungsstellen über Bord geworfen wurden. Der britische Finanzminister Alistair Darling verteidigte die Übernahme mit dem Hinweis, dass finanzielle Stabilität das oberste Gebot darstelle und Vorrang vor Sorgen um den Wettbewerb im Bankensektor habe. Ähnlich äußerte sich Secretary of State for Business and Enterprise John Hutton.
Die in der neuen Lloyds Banking Group plc. zusammengeführten Unternehmen (z. B. Lloyds TSB, Bank of Scotland, Halifax, Cheltenham & Gloucester, Scottish Widows, Clerical Medical und andere) blieben unter ihren jeweiligen Markennamen bzw. Firmierungen erhalten und behielten auch eine relativ große Selbstständigkeit.
Im Zuge der Finanzmarktkrise erhielt die Bank eine umfangreiche Kapitalzufuhr durch die britische Regierung. Der Staat übernahm im Frühjahr 2009 einen Anteil von 43 % und machte im Gegenzug Auflagen zur Trennung von Teilen des Geschäfts. Doch konnte die Bank, im Gegensatz zur Royal Bank of Scotland, eine Mehrheitsbeteiligung der Regierung vermeiden. Die Bank verzichtete auch auf die zum Höhepunkt der Krise vorgesehene umfangreiche Absicherung von Bilanzpositionen mit gesteigertem Risiko durch die Regierung, in Hinblick auf die mit diesem Rettungsschirms (ASP) verbundenen Kosten. Stattdessen führte die Bank die größte Kapitalerhöhung der Börsengeschichte durch. Der Staat beteiligte sich daran nur im Umfang seiner bereits übernommenen Anteile, so dass sich seine Beteiligung nicht weiter erhöhte. Durch weitere Maßnahmen zur Eigenkapitalstärkung und regelmäßige Aktienverkäufe des Staates beläuft sich der Staatsanteil zwischenzeitlich nur noch auf 15 %.
Am 1. März 2011 übernahm António Horta-Osório, der frühere Großbritannien-Chef der spanischen Großbank Santander, den Posten des Vorstandsvorsitzenden bei der britischen Lloyds Banking Group. Er folgte auf Eric Daniels, der in den Ruhestand ging.
Zu den Auflagen der EU, welche die teilverstaatlichte Bank im Gegenzug für während der Finanzkrise erhaltene Staatshilfen erfüllen muss, gehört die Trennung von Filialen. Bereits im Juni 2009 hatte Lloyds bekannt gegeben, das Filialnetzwerk von Cheltenham & Gloucester (C&G) mit 164 Filialen im November 2009 zu schließen, war davon jedoch wenig später wieder abgerückt. Am 19. Juli 2012 gab Lloyds den Verkauf von 632 Filialen, darunter auch die von C&G, mit 4,8 Millionen Kunden an die genossenschaftliche The Co-operative Group bekannt. Der Kaufpreis wurde mit 350 Mio. Pfund beziffert, hinzu wurden weitere erfolgsabhängige Zahlungen bis 2027 im Umfang von bis zu 800 Millionen Pfund vereinbart.
Vorbehaltlich der Genehmigung der zuständigen Aufsichtsbehörden sollte das Geschäft bis November 2013 abgeschlossen werden. Allerdings wurde wegen der gestellten Auflagen der Verkauf gestoppt, stattdessen wurden diese Filialen dem neugegründeten Tochterunternehmen TSB Bank plc zugeordnet, dessen Platzierung an der Börse für 2014 angekündigt wurde.